# پیر دیوید
پیِر دیوید (انگلیسی: Pierre David؛ زادهٔ ۱۷ مهٔ ۱۹۴۴) کارگردان فیلم، فیلم‌نامه‌نویس، تهیه‌کننده فیلم، مجری طرح و مدیر اجرایی تولید اهل کانادا است.
از فیلم‌هایی که وی در آن‌ها نقش داشته‌است، می‌توان به اسکنرها، ویدئودروم، فرزندان و جوخه اشاره نمود.